# Saoirse Ronan
Saoirse Una Ronan, född 12 april 1994 i New York, är en irländsk skådespelare som även är amerikansk medborgare. Hon är dotter till skådespelaren Paul Ronan. 
Ronans far skickade in ett videomaterial som del av hennes prov för rollen som Susie Salmon i Flickan från ovan. Hon visade sig passa för rollen och Peter Jackson ville låta en okänd skådespelare spela huvudrollen. Under inspelningen av filmen nominerades hon till Golden Globe för rollen som Briony Tallis i filmen Försoning.
Ronan var en av de många som sökte rollen som Luna Lovegood i Harry Potter och Fenixorden. Hon fick emellertid inte rollen, utan den gick till hennes vän Evanna Lynch.
Hon har dubbat den engelska rösten till seriefiguren Arrietty i filmen Lånaren Arrietty från 2010. Hon har även spelat Melanie Stryder i filmen The Host (2013).

## Filmografi (i urval)
- 2007 – I Could Never Be Your Woman
- 2007 – Death Defying Acts
- 2007 – Försoning
- 2008 – City of Ember
- 2009 – Flickan från ovan
- 2010 – Lånaren Arrietty (röst)
- 2010 – The Way Back
- 2011 – Hanna
- 2011 – Violet & Daisy
- 2011 – Byzantium
- 2013 – The Host
- 2013 – How I Live Now
- 2014 – The Grand Budapest Hotel
- 2014 – Muppets Most Wanted
- 2014 – Lost River
- 2015 – Stockholm, Pennsylvania
- 2015 – Brooklyn
- 2017 – Loving Vincent
- 2017 – Lady Bird
- 2018 – På Chesil Beach
- 2018 – Mary Queen of Scots
- 2019 – Unga kvinnor
- 2021 – The French Dispatch
- 2023 – Foe
- 2024 – The Outrun
- 2025 – Bad Apples